# Ábside de Fuentidueña

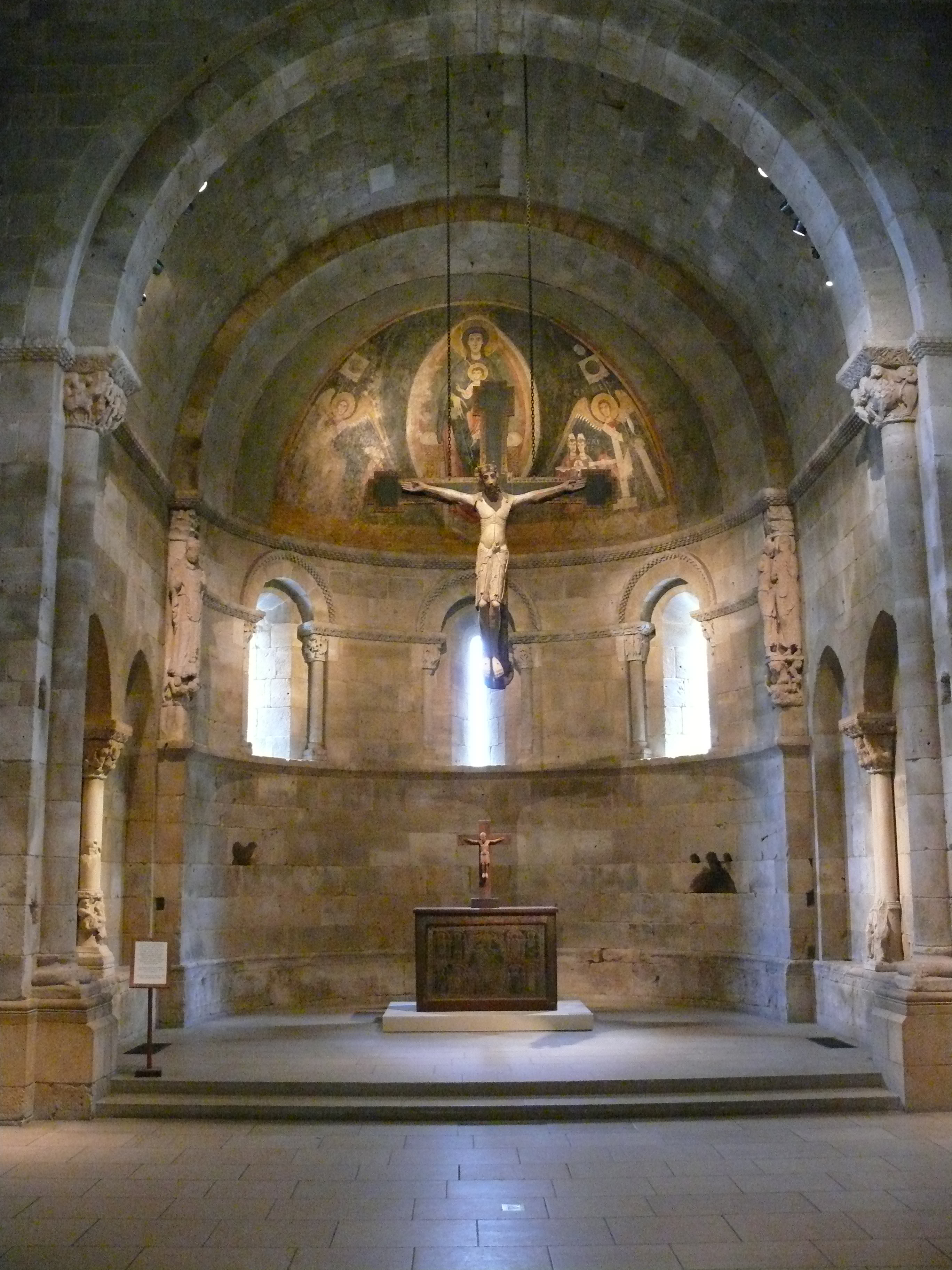
El ábside Fuentidueña, español, c 1175-1200. 29 pies 8,5 pulgadas (905,5 cm) de altura, 22 pies 0,5 pulgadas (672 cm) de ancho como máximo.

El ábside de Fuentidueña es un ábside románico de 1175-1200 que se construyó como parte de la Iglesia de San Martín en Fuentidueña, provincia de Segovia, España. Poco se sabe sobre la comisión, el diseño o la historia temprana de la iglesia. Se cree que se construyó cuando la ciudad era de importancia estratégica para los reyes cristianos de Castilla en la frontera con el territorio de al-Ándalus; la iglesia está situada en una imponente colina debajo de un castillo fortificado.
En el siglo XIX, la iglesia estuvo abandonada y en mal estado durante mucho tiempo. A finales de la década de 1940, el ábside fue trasladado y reconstruido en The Cloisters de la ciudad de Nueva York. Esta transferencia supuso el envío de casi 3.300 bloques de piedra de España a Estados Unidos. La adquisición siguió a tres décadas de complejas negociaciones y diplomacia entre la iglesia española y las jerarquías y gobiernos de la historia del arte de ambos países. El ábside finalmente se canjeó en un complejo negocio que implicó la devolución por parte de Nueva York de seis frescos de San Baudelio de Berlanga (que anteriormente ya habían sufrido un expolio) al Museo del Prado, en un préstamo igualmente a largo plazo. 
Hoy el ábside se ubica en la sala Fuentidueña de The Cloisters, la sala más grande del museo.

## Ábside

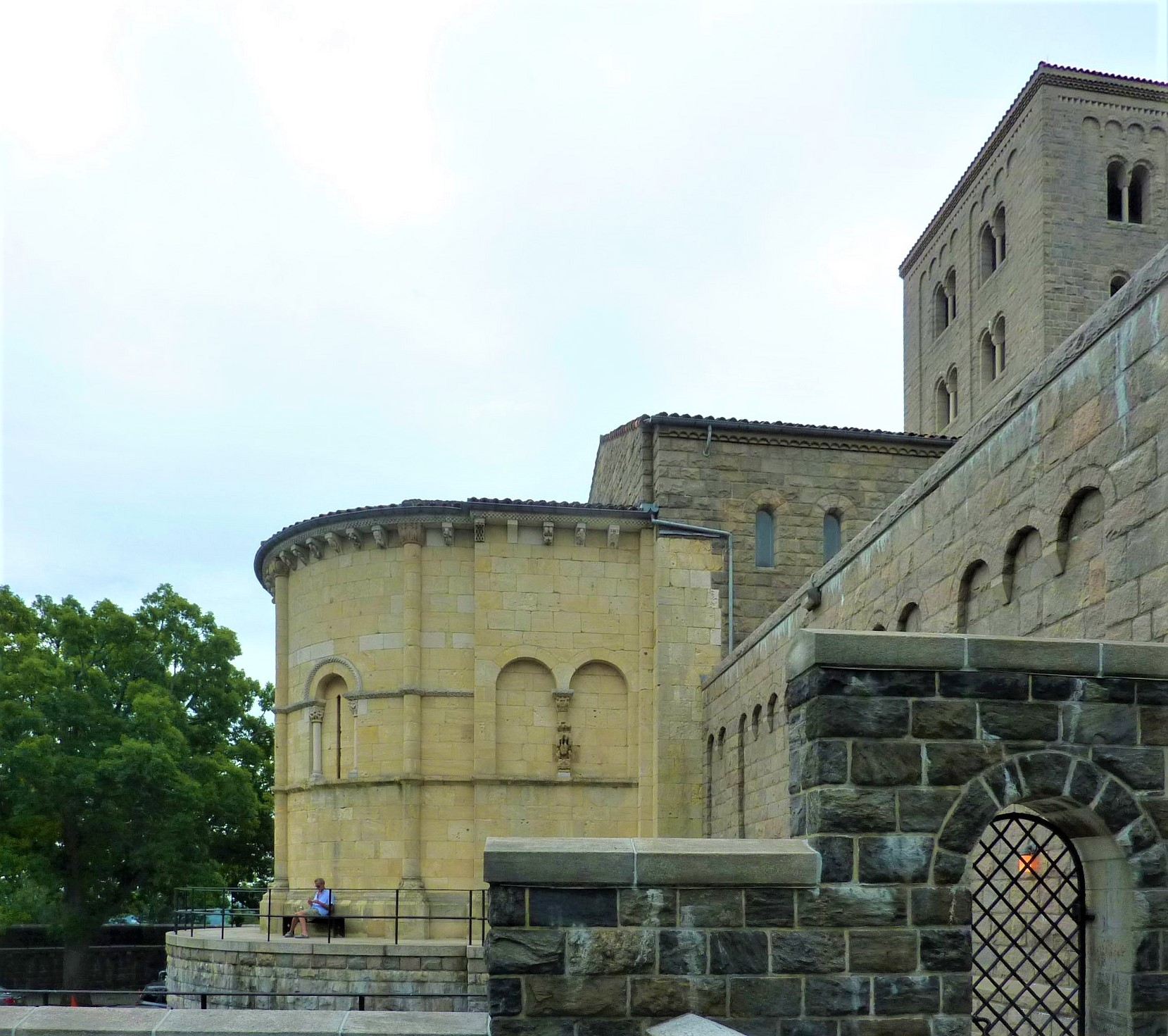
Exterior del ábside Fuentidueña.

El ábside mide 919,5 × 749,3 × 843,3 cm. Consiste en un amplio arco que conduce a una bóveda de cañón y que culmina en una media cúpula. La pared exterior tiene tres ventanas pequeñas, estrechas y sobre pilotes, pero diseñadas para dejar entrar la mayor cantidad de luz posible. Las ventanas se colocaron originalmente dentro de imponentes muros de fortaleza; según la historiadora del arte Bonnie Young, "estas pequeñas ventanas y los enormes muros con forma de fortaleza contribuyen a la sensación de austeridad típica de las iglesias románicas". Los pilares de soporte muestran tres figuras grandes. San Martín de Tours (c. 316–397), patrón de la iglesia está a la izquierda. A la derecha está el Arcángel Gabriel, en el acto de la Anunciación de la Virgen. El capitel sobre la Anunciación muestra una escena de la Natividad. Debajo del arco triunfal hay dos columnas cuyos capiteles representan escenas de la Adoración de los Reyes Magos a la izquierda, y Daniel en el foso de los leones a la derecha. Las capitales de las arcadas ciegas contienen una variedad de criaturas fantásticas. Las molduras están talladas en palanquilla y motivos florales. Las paredes están revestidas por una serie de nichos, "de forma extraña" según Young, pero probablemente colocados para descansar los instrumentos litúrgicos para la misa.
El ábside se construyó a partir de más de 3300 bloques de piedra individuales, principalmente arenisca y piedra caliza, que se enviaron a Nueva York en 839 cajas individuales. Fue una instalación tan importante y grande en los claustros que requirió una remodelación completa de la antigua "Sala de exposiciones especiales". Se abrió al público en 1961, siete años después de la transferencia, su reinstalación fue una empresa innovadora importante e innovadora. El nuevo espacio busca emular una nave de un solo pasillo.
La sala Fuentidueña incluye una serie de otras obras de arte medieval, en su mayoría contemporáneas, ubicadas en el ábside Fuentidueña. Incluyen, en su cúpula, un gran fresco c. 1130-1150, de la iglesia española de Sant Joan de Tredòs, en su coloración que se asemeja a un mosaico bizantino y está dedicada al ideal de María como madre de Dios. Colgando dentro del ábside hay un crucifijo del convento de Santa Clara en Astudillo que data del c. 1150-1200.

## Objetos auxiliares

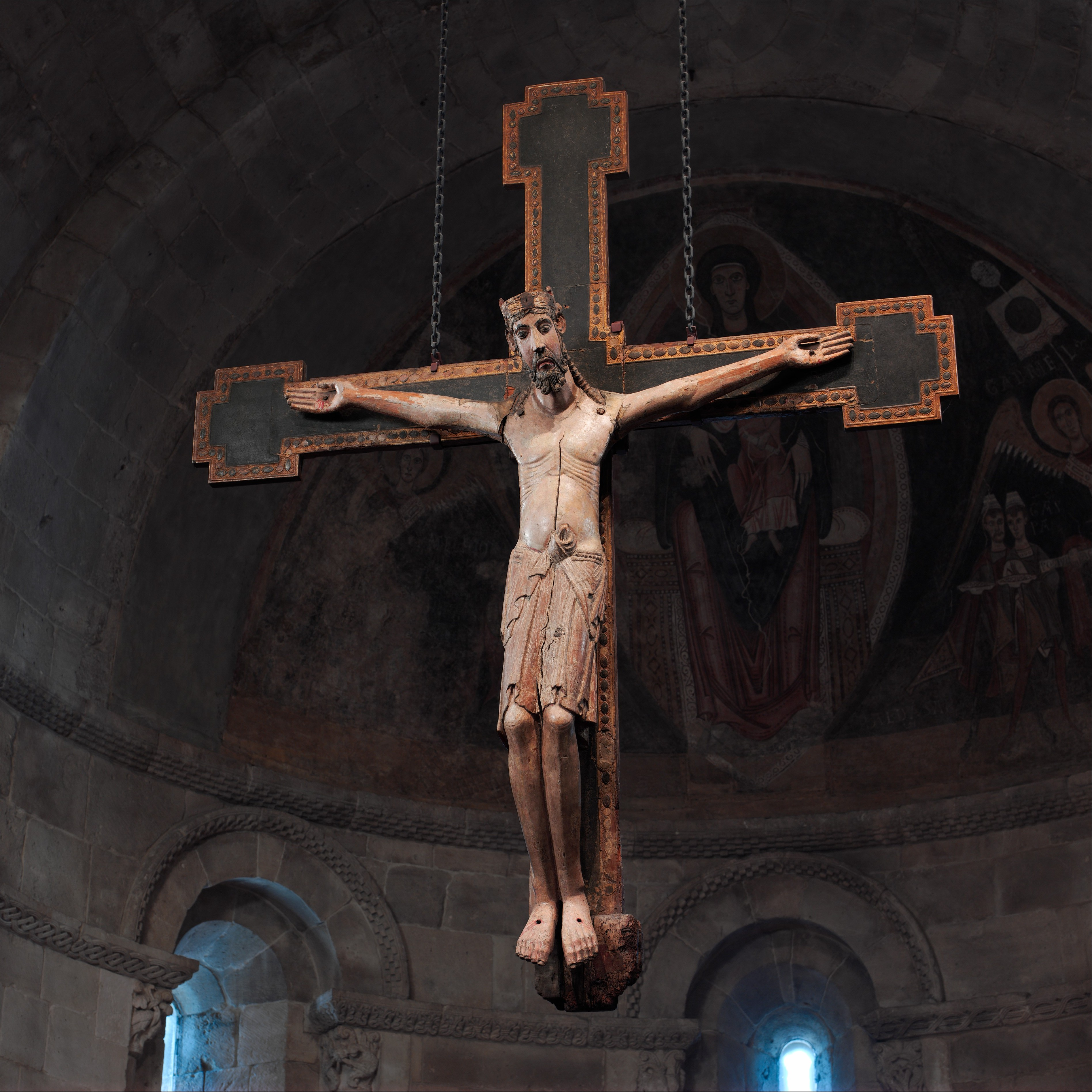
Crucifijo monumental.

El ábside de Fuentidueña contiene roble blanco, pintura roja, pino y dorado y un crucifijo monumental que cuelga ante él. La cruz es 178 cm de alto y 260 cm de ancho, y se cree que proviene del convento de Santa Clara en Astudillo, cerca de Palencia, en el noroeste de España, aunque los registros no son claros y eso es controvertido. La cruz parece diseñada para colgar sobre un retablo. Su reverso contiene una representación del Agnus Dei ("cordero de Dios"), decorado con follaje rojo y azul en sus marcos.

## Adquisición
A principios de la década de 1930, el banquero John D. Rockefeller Jr., que había encargado hacer el museo The Cloisters, financió el Museo Metropolitano de Arte para adquirir una serie de elementos arquitectónicos medievales de Europa para incorporarlos al edificio. Se enviaron representantes a Europa, en su mayoría a Francia, para buscar un ábside que pudiera ser adecuado, siendo el actual de la Iglesia de San Martín en Fuentidueña identificado en 1931, poco después de haber sido declarado Monumento Nacional de España, y por lo tanto no exportable. Sin embargo, tanto la Iglesia Católica como el régimen dictatorial reclamaron la propiedad del edificio y el sitio, enajenando los derechos de los habitantes de la población segoviana y de su patrimonio. Siendo de este modo un Bien de Interés Cultural expoliado.
No hay registros sobrevivientes de su construcción original. Fue construido a mediados del siglo XII, cuando la villa era de importancia estratégica para el Reino de Castilla, defendiéndose entonces de los moriscos; está situado en una colina, algo imponente, y justo debajo de un castillo, para el que probablemente sirvió de capilla. La iglesia estuvo abandonada durante mucho tiempo y en ruinas en ese momento, y solo el ábside permaneció en relativamente buenas condiciones. No tenía techo y, como resultado, sufrió un deterioro a lo largo de los siglos. Su interior estaba siendo utilizado en ese momento como un cementerio moderno. No existieron ilustraciones de su interior hasta 1928, cuando el historiador de arte y medievalista estadounidense Arthur Kingsley Porter reprodujo dos fotografías de algunas de las figuras esculpidas en su obra "Escultura Románica Española".
El intercambio fue visto más favorablemente por los españoles 12 años después, cuando nuevamente el Museo Metropolitano de Arte pidió diálogo para establecer una negociación y argumentó que el ábside estaría mejor conservado en un edificio techado. Durante las negociaciones, los españoles estuvieron representados por Francisco Javier Sánchez Cantón (más tarde director del Prado), y el arqueólogo e historiador Manuel Gómez-Moreno Martínez. El Metropolitano aseguró a los ciudadanos de Fuentidueña con la promesa de pagar el refuerzo de la parroquia local de San Miguel, y de reconstruir su torre, que entonces también se encontraba en mal estado y amenazaba con caer. Tras años de negociación, diplomacia y amplia consulta, incluso con el Consejo de Ministros del Gobierno español, el Obispo de Segovia y la Academia de Bellas Artes de San Fernando, en 1957 el Consejo de Ministros sancionó el préstamo, en cinco condiciones que obligaban al Metropolitano a:
1. Comprar seis frescos de San Baudelio de Berlanga, para ser cedidos al Museo del Prado. Los frescos incluían "dos escenas de la persecución, el oso, el elefante, el panel decorativo con águilas y el guerrero con escudo".
2. Pagar por la catalogación de todos los "dibujos y formas", y por el desmontaje, embalaje y preparación para el envío de las piedras.
3. Financiar la reconstrucción de la iglesia de San Miguel.
4. Financiar el mantenimiento del cementerio de Fuentidueña y otros fines.
5. Financiar el envío a Nueva York y su reconstrucción allí, incluida la colocación de un techo sobre el ábside y el tratamiento de la mampostería dañada. La reconstrucción debía mostrarse claramente con una placa que indicaba que fue un préstamo del gobierno español.[14]

## Otras fuentes
- Barnet, Peter. The Cloisters: Medieval Art and Architecture. New Haven, CT: Yale University Press, 2005. ISBN 978-1-5883-9176-6
- The Metropolitan Museum of Art Guide. The Metropolitan Museum of Art. New Haven, CT: Yale University Press, 2012. p 203
- Medieval monuments at the Cloisters as they were and as they are.  New York: The Metropolitan Museum of Art, 1972. ISBN 978-0-8709-9027-4
- Rorimer, James J. "The Apse from San Martin at Fuentidueña". New York: The Metropolitan Museum of Art Bulletin 19.10, 1961
- Young, Bonnie. A walk through the Cloisters. New York: Viking Press, 1979. ISBN 978-0-8709-9203-2
- Wixom, William. "Medieval Sculpture at The Cloisters". The Metropolitan Museum of Art Bulletin, volume 46, no. 3, Winter, 1988–1989